# Oreoneta leviceps
Oreoneta leviceps är en spindelart som först beskrevs av Ludwig Carl Christian Koch 1879.  Oreoneta leviceps ingår i släktet Oreoneta och familjen täckvävarspindlar. Inga underarter finns listade i Catalogue of Life.